# Bini Adamczak

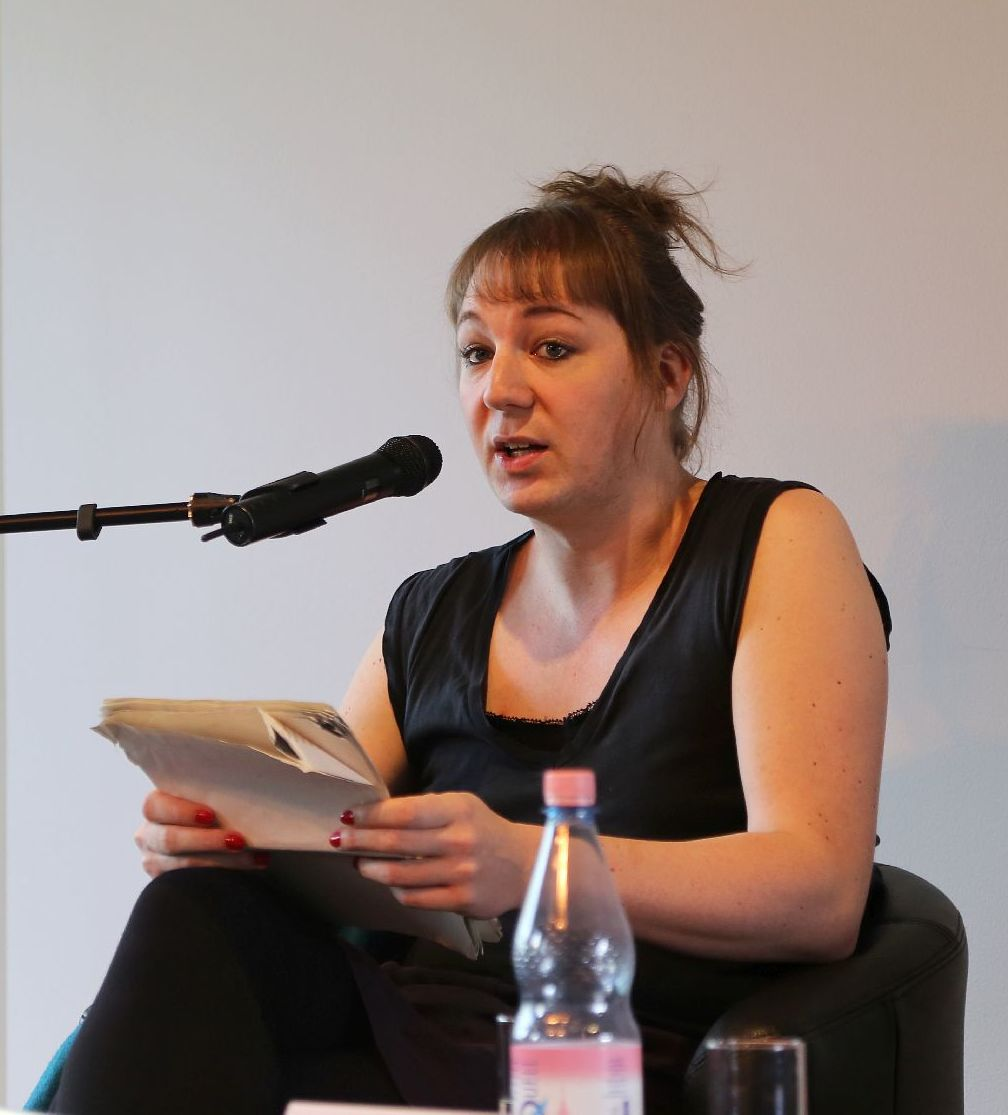
Bini Adamczak, 2015

Bini Adamczak (* 21. Dezember 1979) ist eine politische Autorin zu den Themen Kommunismus und queere Sexualität.

## Leben und Wirken
Adamczak studierte Philosophie und Soziologie in Frankfurt am Main und war in den 2000er-Jahren Teil der Frankfurter antideutschen Gruppe Sinistra! – Radikale Linke. Sie schloss das Studium mit einer Promotion über „Das Geschlecht der Revolution“ ab.
2004 erschien Adamczaks Buch Kommunismus: Kleine Geschichte, wie endlich alles anders wird, in welchem sie im Stil eines Kinderbuchs den Kapitalismus und verschiedene, meist gescheiterte Versuche des Kommunismus erklärt. In einem Epilog verlässt der Text den Kinderbuch-Stil und liefert den theoretischen Hintergrund. Ihr Vortrag zum Buch vom 25. April 2015 bei der Rosa-Luxemburg-Stiftung in Berlin ist als Videomitschnitt auf YouTube vorhanden. Der Band wurde im März 2017, übersetzt von Jacob Blumenfeld und Sophie Lewis, bei MIT Press auf Englisch veröffentlicht, was zu einem Shitstorm von Seiten der US-amerikanischen Rechten und konservativer Kreise führte.
Im 2007 erschienenen Essay Gestern Morgen geht es Adamczak um die Geschichte der kommunistischen Revolution seit der Oktoberrevolution. Im Zentrum steht die – ihrer Ansicht nach – von kommunistischer Seite oft abgewehrte notwendige Trauer um die Toten der Revolution. Adamczak sieht diese als gescheitert an, nicht erst mit dem Ende der UdSSR, sondern bereits zuvor mit der Auslieferung von Antifaschisten an die deutschen Nationalsozialisten, dem Hitler-Stalin-Pakt 1939, dem Großen Terror 1937, der Phase des Stalinismus und bereits an ihrem Beginn 1917:

„Ohne den Gang durch die Geschichte der revolutionären Versuche wird es keine revolutionäre Versuchung mehr geben. Trauer, Traum und Trauma, von denen das dritte sich um den zweiten schließt und nur durch die erste jemals sich wieder zu öffnen erreicht werden könnte. Auf der Möglichkeit kommunistischer Begierde lastet nicht nur das Ende der Geschichte, sondern vor allem das Ende der Revolution. Nicht nur 1989, sondern auch, mehr noch, 1939, 1938 und folgende bis 1924, bis 1917.“

Adamczak verleugnet nicht, dass sich die Frage nach einer Revolution immer wieder neu stellt, betont aber auch die Problematik der revolutionären Gewalt. Dem blutigen Bürgerkrieg nach der Oktoberrevolution stellt sie die Kapitulation Allendes nach dem Putsch von Pinochet 1973 gegenüber: „Stellt sich die Alternative historisch so, dann stellt sie sich als Aporie. [...] Aber die Aporie ist nicht [...] bereits Antwort auf ein Problem, sondern ist das nach Antwort verlangende Problem selbst.“
Im Wintersemester 2015/2016 vertrat sie Johanna Schaffer als Professorin für Visuelle Kommunikation an der Kunsthochschule Kassel. Gemeinsam mit Konstanze Schmitt entwickelte sie das Stück Everybody Needs Only You. Liebe in Zeiten des Kapitalismus, das im Dezember 2019 im Kreuzberger Theater Hebbel am Ufer aufgeführt wurde.
Adamczak war im Januar 2021 Mit-Initiatorin der Kampagne Zero Covid.
Sie lebt in Berlin und ist Mitglied der Jour fixe initiative berlin.

## Werke

### Monographien
- Kommunismus. Kleine Geschichte wie endlich alles anders wird. 4., überarbeitete Auflage. Unrast, Münster 2017, ISBN 3-89771-430-2 (zuerst 2004).
  - Nadja Rakowitz, Peter Christoph: Rezension in: Diskus
  - griechische Übersetzung: kommounismos / κομμουνισμός. Nisos 2013.
  - englische Übersetzung: Communism for Kids. MIT Press 2017.
  - serbische Übersetzung: Da li je komunizam: Priča za malu decu? Kreativni centar 2017.
  - spanische Übersetzung: Comunismo para todxs: breve historia de cómo, al final, cambiarán las cosas. Ediciones Akal 2017, ISBN 978-84-460-4514-4.
  - italienische Übersetzung: Il comunismo raccontato a un bambino (e non solo). Sonda 2018, ISBN 978-88-7224-002-1.
  - tschechische Übersetzung: Komunismus (nejen) pro děti: aneb jak vše bude jednou jinak. Neklid 2018, ISBN 978-80-270-3965-4.
  - brasilianisch-portugiesische Übersetzung: Comunismo para Crianças: Um livro para todas as pessoas que desejam um mundo melhor. Três Estrelas 2018.
  - türkische Übersetzung: Herkes İçin Komünizm. Her Şeyin Sonunda Varacağı Yerin Kısa Bir Hikayesi. Versus Kitap 2018.
  - französische Übersetzung: Le communisme expliqué aux enfants. Entremonde 2018, ISBN 978-2-940426-45-4.
  - chinesische Übersetzung: Link
  - malaysische Übersetzung: Ekonomi Untuk Kanak Kanak. Cukong Press 2018.
  - dänische Übersetzung: Kommunisme. En lille historie om, hvordan det endelig bliver anderledes. Forlaget THP 2018.
  - thailändische Übersetzung: Communism Sam Rab Sahay Noi (คอมมิวนิสม์สำหรับสหายน้อย). Sam Nak Pim Nisit Samyan Publication 2018. ISBN 978-616-8209-01-1.
  - russische Übersetzung: Коммунизм в изложении для детей. Ad Marginem 2018. ISBN 978-5-91103-449-8
  - rumänische Übersetzung: Comunism. O poveste despre cum facem sa fie bine. frACTalia 2019. ISBN 978-606-9028-27-8. Link.
  - portugiesische Übersetzung: Uma pequena história de como tudo podéra ser differente. Livreria Tigre de Papel 2020. Link.
  - soranische Übersetzung, 2022: Link
- Gestern Morgen. Über die Einsamkeit kommunistischer Gespenster und die Rekonstruktion der Zukunft. 3. Auflage. edition assemblage, Münster 2015, ISBN 978-3-942885-08-9 (zuerst 2007).
  - Hendrik Wallat: Kommunistische Trauerarbeit (PDF; 27 kB), Rezension auf Rote-Ruhr-Uni
  - englische Übersetzung: Yesterday's Tomorrow. On the Loneliness of Communist Specters and the Reconstruction of the Future, MIT Press 2021, ISBN 978-0-26204-513-1.
- Beziehungsweise Revolution. 1917, 1968 und kommende. Suhrkamp, Berlin 2017, ISBN 978-3-518-12721-6.
- Der schönste Tag im Leben des Alexander Berkman. Vom womöglichen Gelingen der Russischen Revolution. edition assemblage, Münster 2017, ISBN 978-3-96042-026-2.

### Beiträge
- Bini Adamczak: knast knacken? überwachen, strafen & der kapitalismus, copyriot.com/ sinistra, 2001
- Antisemitismus dekonstruieren? Essentialismus und Antiessentialismus in queerer und antinationaler Politik, in: A.G. GENDER-KILLER (Hrsg.): Antisemitismus und Geschlecht. Von „effeminierten Juden“, „maskulinisierten Jüdinnen“ und anderen Geschlechterbildern, Unrast, Münster 2005, ISBN 3-89771-439-6
- Bini Adamczak: Theorie der polysexuellen Oekonomie (Grundrisse), copyriot.com/ diskus
- Bini Adamczak und Anna Dost: Willkommen im Club der linken Versager: Zur Geschichte des real-existierenden Scheiterns, in: arranca!, Nr. 40, Juli 2009.
- Bini Adamczak: Freundinnen werden. Zur Konstruktion neuer Beziehungen diesseits von Abstammung und Markt polar #5: Politik der Freundschaft
- »Das Ende des Endes« In: telegraph Nr. 124 (2012), online
- Bini Adamczak und Guido Kirsten: If…then…else. Historische Potentiale, konkrete Utopien, mögliche Transformationen. In: Etwas fehlt: Utopie, Kritik und Glücksversprechen, hg. von der Jour Fixe Initiative Berlin. Edition Assemblage, 2013.
- Bini Adamczak: Gender and the new man: Emancipation and the Russian Revolution?, in Platypus Review, Nr. 62, December-January 2013–14. Auf Englisch.
- Bini Adamczak: „Ich halte das anti-utopische Bilderverbot für erledigt“, in: Konkrete Utopien – Unsere Alternativen zum Nationalismus, hg. von Alexander Neupert-Doppler, Stuttgart. Schmetterling-verlag 2018, ISBN 978-3-89657-199-1.